# 平神社古墳
平神社古墳（へいじんじゃこふん）は、島根県隠岐郡隠岐の島町平にある前方後円墳。島根県指定史跡に指定されている。
隠岐諸島では最大規模の古墳で、6世紀後半（古墳時代後期）頃の築造と推定される。

## 概要
隠岐諸島の主島の島後の最大の平野である八尾平野（やびへいや）を一望する位置に築かれた古墳である。くびれ部南側に平神社が鎮座し、古墳名はこれに由来する。これまでに発掘調査は実施されていない。
墳形は前方後円形で、前方部を西方に向ける。墳丘長は約46メートルを測り、隠岐諸島で確認されている前方後円墳約10基のうちでは最大規模になる。墳丘は2段築成。墳丘表面では、葺石と見られる川原石や埴輪片が認められている（埴輪片の出土は隠岐地方で唯一）。埋葬施設は横穴式石室で、石室長は8メートルを測る。ただしこの石室は盗掘に遭っているため、石室上半は失われ、副葬品のほとんども失われている。出土品としては、上述の埴輪のほか須恵器・土師器が検出されている。
この平神社古墳は、出土埴輪等や石室形態から6世紀後半（古墳時代後期）頃の築造と推定される。隠岐の前方後円墳約10基のうちでは最後の築造と推測される。
古墳域は1969年（昭和44年）に島根県指定史跡に指定された。なお、本古墳の位置する八尾平野では隠岐国府・隠岐国分寺跡・国分尼寺跡の存在も推定され、一帯は律令制下に入っても隠岐国の中心をなした地域になる。

## 墳丘
墳丘の規模は次の通り。
- 墳丘長：約46メートル
- 後円部 - 2段築成。
  - 直径：約32メートル
  - 高さ：約5.5メートル
- 前方部 - 2段築成。
  - 幅：約20メートル
  - 高さ：約4.5メートル

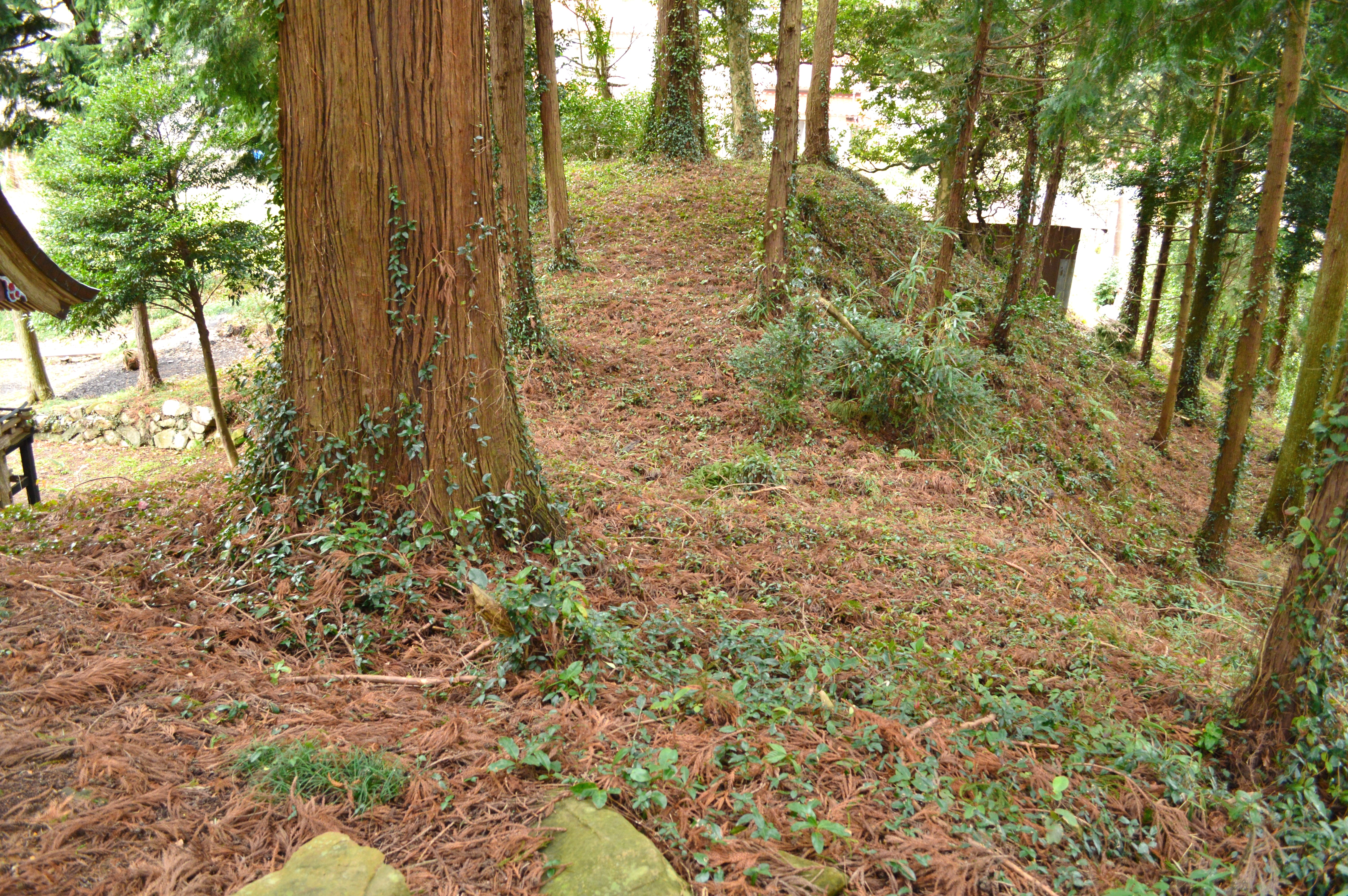
後円部から前方部を望む
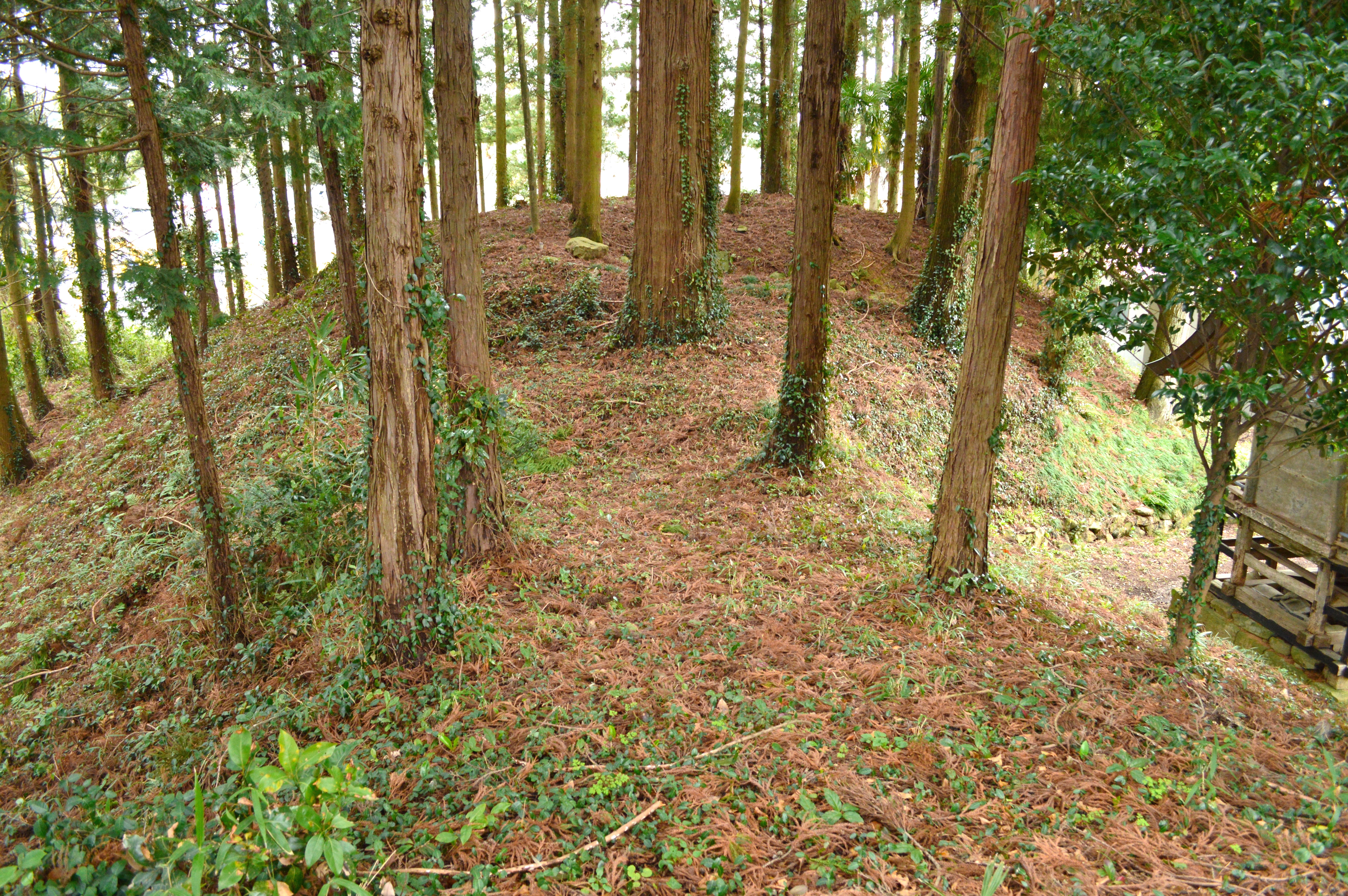
前方部から後円部を望む
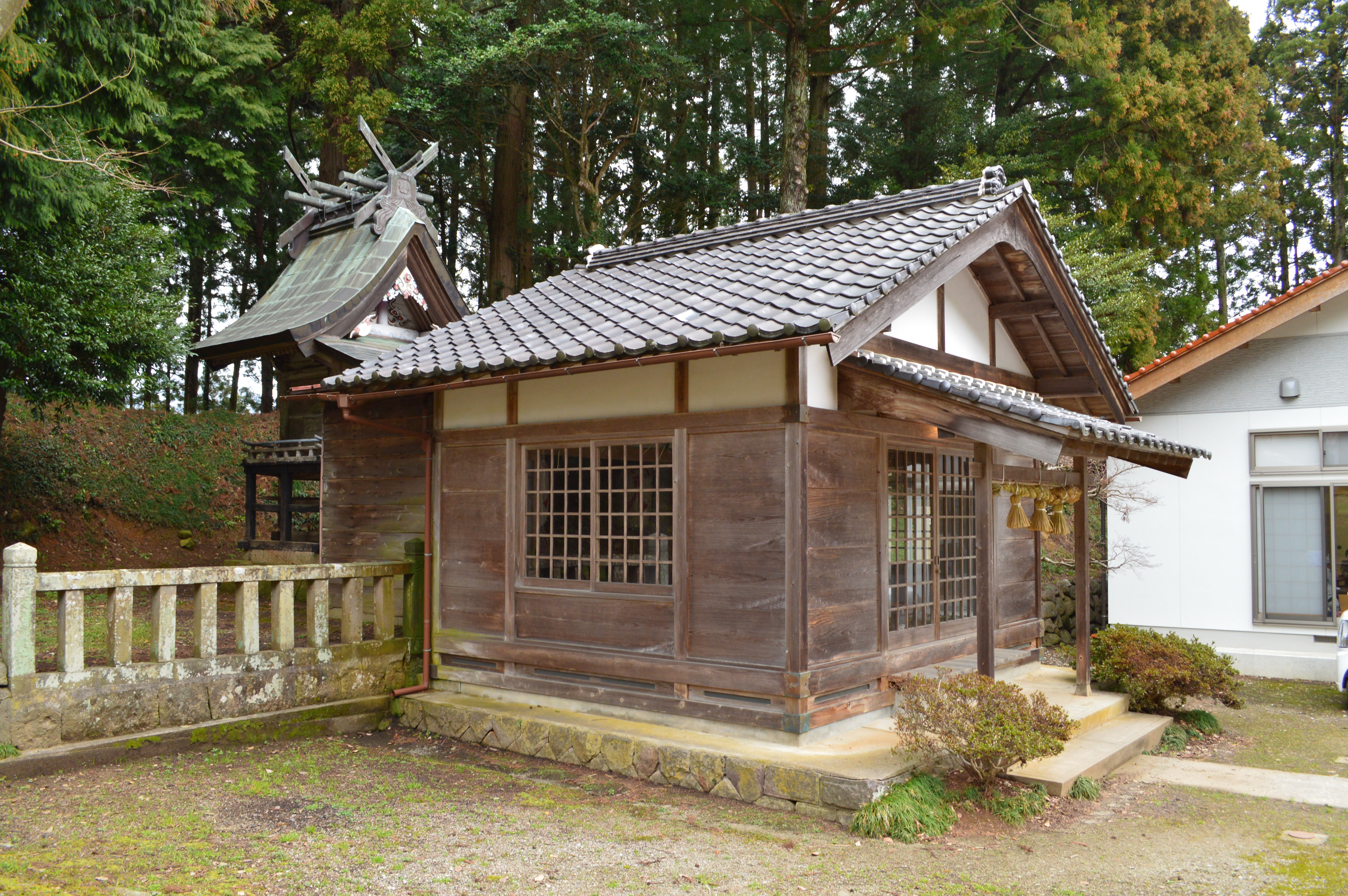
墳丘裾に鎮座する平神社

## 埋葬施設

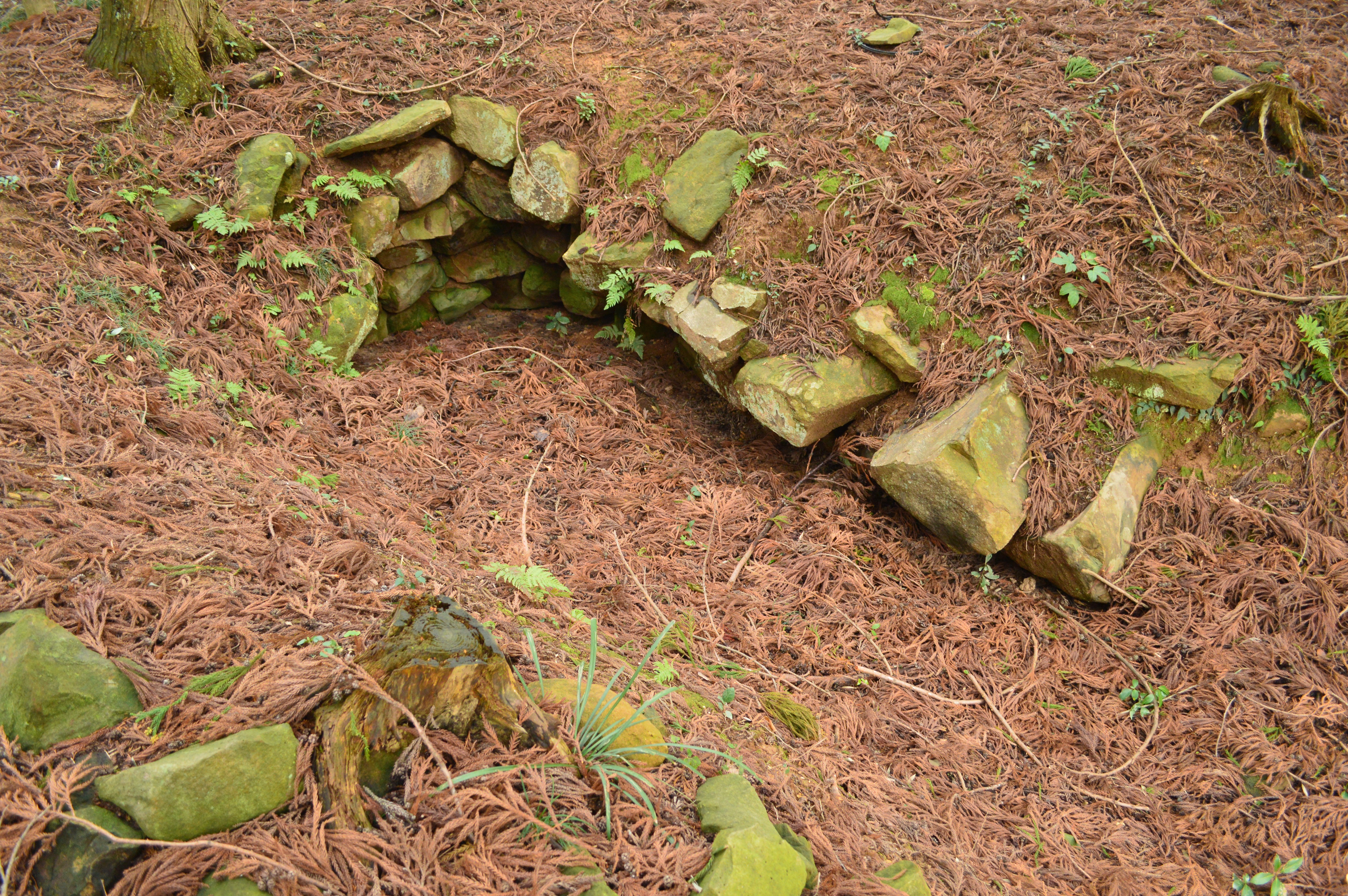
石室画像左上が奥壁、右下が入り口方向。

埋葬施設は横穴式石室で、後円部の西寄り（くびれ部寄り）に位置し、南西方に開口する。現存のものは長さ約8メートル、奥壁幅約2メートルを測るが、天井石を含む石室の上半部分を喪失している。石材は自然石と割石からなる。
なお、この石室は後円部中心からずれた位置にあることから、東側（後円部中心付近）にも別の石室が存在する可能性が指摘されている。

## 文化財

### 島根県指定文化財
- 史跡
  - 平神社古墳 - 昭和44年5月23日指定[4]。